# 徐整
徐整（?—?），字文操，豫章人。
生卒年不詳。三国时東吳的太常卿，据《隋书》记载撰有《毛诗谱》，注有《孝经默注》，另著有中國上古傳說的《三五曆記》及《五運歷年紀》，為目前所知記載盤古開天傳說的最早著作。